# Coppa della Germania Est 1980-1981
La Coppa della Germania Est 1980-81  fu la trentaduesima edizione della competizione.

## Turno di qualificazione
(16  agosto 1980, 15.00 Uhr)
| BSG Nord Torgelow - BSG Chemie PCK Schwedt               | 0:5     |
| BSG Lokomotive Halberstadt - BSG Landbau Bad Langensalza | 1:2 dts |
| BSG Motor Zeulenroda - ASG Vorwärts Plauen               | 0:4     |

## Turno preliminare
(24 agosto 1980, 15.00 Uhr)
| BSG EAB 47 Berlin * - BSG Wismut Gera                          | 0:0 dts, 3:4 dcr |
| BSG Lokomotive Cottbus * - SG Dynamo Fürstenwalde              | 0:5              |
| BSG Empor Löbau * - BSG Fortschritt Bischofswerda              | 1:7              |
| TSG Ruhla' * - BSG Aktivist Kali Werra Tiefenort               | 0:1              |
| BSG Chemie PCK Schwedt II * - BSG Energie Cottbus              | 4:3 dts          |
| BSG Fortschritt Pößneck * - BSG Motor Suhl                     | 2:2 dts, 4:5 dcr |
| BSG Fortschritt Weißenfels * - BSG Landbau Bad Langensalza     | 0:1              |
| BSG Motor Limbach-Oberfrohna * - FSV Lokomotive Dresden        | 3:0              |
| TSG MAB Schkeuditz * - ASG Vorwärts Kamenz                     | 1:10             |
| ASG Vorwärts Havelberg * - ASG Vorwärts Dessau                 | 1:2              |
| ASG Vorwärts Neubrandenburg II * - ASG Vorwärts Stralsund      | 0:4              |
| BSG Elektronic Neuruppin * - BSG Chemie PCK Schwedt            | 0:3              |
| ASG Vorwärts Stralsund II * - BSG Schiffahrt/Hafen Rostock     | 1:3              |
| ASG Vorwärts Demen * - SG Dynamo Schwerin                      | 1:0              |
| ASG Vorwärts Bad Salzungen * - BSG Chemie IW Ilmenau           | 2:1              |
| BSG Hydraulik Parchim - BSG KWO Berlin                         | 0:2              |
| BSG Motor Warnowwerft Warnemünde - TSG Bau Rostock             | 2:4              |
| BSG Rotation Berlin - SG Dynamo Eisleben                       | 2:4 dts          |
| BSG Motor Babelsberg - BSG Chemie Leipzig                      | 0:3              |
| TSG Neustrelitz - BSG KKW Greifswald                           | 0:1              |
| BSG Einheit Wernigerode - BSG Motor Nordhausen                 | 0:2              |
| BSG Chemie Premnitz - BSG Motor Hennigsdorf                    | 2:1              |
| SG Sosa - BSG Fortschritt Weida                                | 0:1              |
| BSG Aktivist Brieske-Senftenberg - BSG Chemie Wolfen           | 4:2              |
| SG Dynamo Lübben - BSG Stahl Eisenhüttenstadt                  | 2:3              |
| BSG WK Schmalkalden - BSG Chemie Zeitz                         | 3:1              |
| BSG Motor Altenburg - BSG Motor Werdau                         | 0:2              |
| BSG Halbleiterwerk Frankfurt /O. - ASG Vorwärts Neubrandenburg | 1:3              |
| ISG Schwerin Süd - BSG Lokomotive Stendal                      | 1:0              |
| BSG Motor FH Karl-Marx-Stadt - BSG Chemie Buna Schkopau        | 1:0              |
| BSG Stahl Hennigsdorf - BSG Post Neubrandenburg                | 3:1              |
| TSG Wismar - Union Berlino                                     | 1:4              |
| BSG Stahl Brandenburg - BSG Aktivist Schwarze Pumpe            | 2:0              |
| ASG Vorwärts Plauen - BSG Aktivist Espenhain                   | 3:0              |
| BSG Stahl Thale - BSG Motor Weimar                             | 0:0 dts, 5:4 dcr |
| BSG Motor Rudisleben - BSG Stahl Blankenburg                   | 1:2dts           |

## Primo turno
(28 settembre 1980, 14.00 Uhr)
| BSG Chemie PCK Schwedt II * - BSG Schiffahrt/Hafen Rostock | 0:0 dts, 6:7 dcr |
| BSG Motor Limbach-Oberfrohna * - BSG Chemie Leipzig        | 0:0 dts, 4:3 dcr |
| ASG Vorwärts Demen * - ISG Schwerin Süd                    | 1:3              |
| ASG Vorwärts Bad Salzungen * - BSG Motor Suhl              | 0:1              |
| BSG Aktivist Brieske-Senftenberg - BSG KWO Berlin          | 3:4              |
| BSG Chemie Premnitz - Union Berlino                        | 1:4              |
| BSG Werkzeugkombinat Schamalkalden - ASG Vorwärts Plauen   | 1:2              |
| BSG Landbau Bad Langensalza - SG Dynamo Eisleben           | 3:2 dts          |
| BSG Motor Nordhausen - BSG Stahl Thale                     | 3:1              |
| BSG Stahl Blankenburg - BSG Aktivist Kali Werra Tiefenort  | 2:1              |
| ASG Vorwärts Stralsund - BSG Stahl Hennigsdorf             | 2:0              |
| TSG Bau Rostock - BSG Chemie PCK Schwedt                   | 0:1              |
| BSG Fortschritt Bischofswerda - ASG Vorwärts Dessau        | 2:3              |
| BSG Fortschritt Weida - BSG Motor FH Karl-Marx-Stadt       | 3:0              |
| BSG Wismut Gera - BSG Motor Werdau                         | 2:1              |
| BSG KKW Greifswald - SG Dynamo Fürstenwalde                | 2:2 dts, 5:4 dcr |
| BSG Stahl Eisenhüttenstadt - ASG Vorwärts Kamenz           | 0:0 dts, 3:2 dcr |
| ASG Vorwärts Neubrandenburg - BSG Stahl Brandenburg        | 3:1              |

## Secondo turno
(11 ottobre 1980, 13.30 Uhr)
| ASG Vorwärts Plauen - FC Rot-Weiß Erfurt             | 0:2              |
| BSG Schiffahrt/Hafen Rostock - Berliner FC Dynamo    | 0:5              |
| BSG Motor Suhl - FC Carl Zeiss Jena                  | 0:6              |
| BSG Wismut Gera - BSG Sachsenring Zwickau            | 2:2 dts, 4:3 dcr |
| BSG Fortschritt Weida - SG Dynamo Dresden            | 0:4              |
| BSG Stahl Blankenburg - Hallescher FC Chemie         | 2:3              |
| BSG Motor Nordhausen - 1. FC Lokomotive Leipzig      | 1:3              |
| BSG Stahl Eisenhüttenstadt - BSG Chemie Böhlen       | 2:2 dts, 4:5 dcr |
| ASG Vorwärts Dessau - BSG Stahl Riesa                | 3:2 dts          |
| BSG KWO Berlin - FC Hansa Rostock                    | 0:3              |
| BSG Motor Limbach-Oberfrohna* - FC Karl-Marx-Stadt   | 0:7              |
| BSG KKW Greifswald - FC Vorwärts Frankfurt/Oder      | 2:7              |
| BSG Landbau Bad Langensalza - BSG Wismut Aue         | 1:4              |
| ISG Schwerin Süd - 1. FC Magdeburg                   | 1:3              |
| BSG Chemie PCK Schwedt - ASG Vorwärts Neubrandenburg | 3:1              |
| Union Berlino - ASG Vorwärts Stralsund               | 3:4 dts          |

## Ottavi
(11 novembre 1980, 13.30 Uhr)
| 1. FC Lokomotive Leipzig - 1. FC Magdeburg          | 2:1              |
| ASG Vorwärts Stralsund - SG Dynamo Dresden          | 1:3              |
| FC Vorwärts Frankfurt/Oder - BSG Chemie PCK Schwedt | 3:1              |
| FC Karl-Marx-Stadt - BSG Wismut Gera                | 5:0              |
| FC Rot-Weiß Erfurt - FC Carl Zeiss Jena             | 1:1 dts, 3:2 dcr |
| Hallescher FC Chemie - FC Hansa Rostock             | 0:3              |
| BSG Chemie Böhlen - BSG Wismut Aue                  | 3:1              |
| Berliner FC Dynamo - ASG Vorwärts Dessau            | 3:1              |

## Quarti
(7 dicembre  1980)
| Squadra 1            | Risultato | Squadra 2       |
| -------------------- | --------- | --------------- |
| Chemie Böhlen        | 0 - 3     | Dinamo Dresda   |
| Vorwärts Francoforte | 4 - 0     | Karl-Marx-Stadt |
| Rot-Weiß Erfurt      | 0 - 1     | BFC Dynamo      |
| Lokomotive Lipsia    | 1 - 0     | Hansa Rostock   |

## Semifinali
(25 marzo 1981)
| 1. FC Lokomotive Leipzig - SG Dynamo Dresden    | 2:0              |
| FC Vorwärts Frankfurt/Oder - Berliner FC Dynamo | 1:1 dts, 5:4 dcr |

## Finale
| Clubs                    | 1. FC Lokomotive Leipzig – Vorwärts Francoforte |
| Risultato                | 4-1 |
| Data                     | 6 giugno 1981 |
| Stadio                   | Stadion der Weltjugend, Berlino 48 000 spettatori |
| Arbitro                  | Bernd Stumpf, Jena |
| Marcatori                | 0:1 Andrich (17.), 1:1 Zötzsche (59.), 2:1 Liebers (62.), 3:1 Fritsche (68.), 4:1 Moldt (79.) |
| 1. FC Lokomotive Leipzig | René Müller – Frank Baum – Joachim Fritsche, Thomas Dennstedt, Uwe Zötzsche – Lutz Moldt, Matthias Liebers, Wolfgang Altmann, Andreas Roth – Volker Großmann (88. Hans-Jürgen Kinne), Peter Englisch (88. Gunter Sekora); ALL. Harro Miller    |
| Vorwärts Francoforte     | Eckhard Kreutzer – Lothar Hause – Frank Geyer, Gerd Schuth – André Jarmuszkiewicz, Frieder Andrich, Ralph Probst (70. Norbert Rudolph), Horst Krautzig – Lutz Otto (64. Lothar Enzmann), Rainer Pietsch, Harald Gramenz; ALL. Gerhard Reichelt |

### Campioni
| Coppa della Germania Est 1980-81 |
| -------------------------------- |
| Lokomotive Lipsia Secondo titolo |